# Sverre Brandt
Sverre Brandt (* 3. März 1880 in Trondheim; † 16. Juli 1962 in Lillehammer) war ein norwegischer Dramatiker und Theatermitarbeiter. Sein bekanntestes Werk ist das Märchenspiel für Kinder Reisen til julestjernen (dt. Die Reise zum Weihnachtsstern) von 1924, das an vielen skandinavischen Theatern aufgeführt und auch verfilmt wurde.

## Leben
Brandt wurde im Jahr 1880 als Sohn eines Seemanns in Trondheim geboren. Sein Vater starb, als er zwei Jahre alt war. Im Jahr 1904 schloss er sein Studium der Rechtswissenschaft an der heutigen Universität Oslo ab, das er zum Teil durch ein Stipendium finanzierte. Anschließend arbeitete er bis 1919 in Trondheim. Nebenbei engagierte er sich auf verschiedene Arten für die Theaterwelt. Er gehörte zu den Initiatoren des Trøndelag Teater (damals Trondhjems Nationale Scene) im Jahr 1911. Brandt wurde im Jahr 1919 als erster kaufmännischer Leiter des norwegischen Nationaltheaters in Oslo angestellt. Er behielt den Posten bis zu seiner Pension im Jahr 1948.
In seiner Zeit am Nationaltheater schrieb er das für Kinder ausgelegte Theaterstück Reisen til julestjernen. Dieses wurde Weihnachten 1924 erstmals aufgeführt und half dem Theater, sich aus seiner finanziellen Notlage zu befreien.
Brandt war verheiratet und hatte eine Tochter, Aud Munthe Brandt. Sie wurde später als Schauspielerin am Nationaltheater bekannt.